# Número de identificación de extranjeros
Pour les articles homonymes, voir NIE.
Le Número de identidad de extranjero abrégé en NIE (en français : Numéro d'identification des étrangers, ou plutôt Numéro d’identité d’étranger)
est un identifiant fiscal attribué aux étrangers vivant en Espagne.

## Structure du NIE
Le NIE se compose d'une lettre initiale, sept chiffres et un caractère de vérification alphabétique. La lettre initiale est le X pour les NIE assignés jusqu'au 15 juillet 2008 et le Y pour les NIE assignés à partir de cette date. Initialement, les NIE, selon l'Ordre du 7 février 1997, étaient composés de la façon suivante: X + 8 chiffres + caractère de contrôle. À partir de 2008, sa composition est réduite à 7 chiffres et un caractère de contrôle, pour qu'elle ait la même longueur que les numéros d'identification fiscale,  (NIF), pour les personnes physiques, et les codes d'identification fiscale (CIF), pour les personnes morales, et a ajouté les lettres Y et Z au début pour éviter le débordement des NIE commençant par X.

## Utilisation et demande
Conformément à l'article 101 du Règlement des Étrangers espagnol, approuvé par le décret royal 2393/2004, du 30 décembre, les étrangers qui, par leurs intérêts économiques, professionnels ou sociaux, aient des relations avec l'Espagne, seront dotés, pour leur identification, d'un numéro personnel, unique et exclusif, à caractère séquentiel. Le numéro sera l'identificateur de l'étranger, et devra figurer sur tous les documents qui lui seront expédiés ou remis, ainsi que les diligences qui seront visées sur sa carte d'identité ou son passeport. Il est obligatoire pour acheter des propriétés, des véhicules ou des bateaux. 
La demande de NIE peut se faire par les voies suivantes :
- En Espagne, personnellement par l'intéressé, auquel cas devront être accrédités la légalité de son séjour en Espagne ainsi que les raisons qui requièrent l'assignation de ce numéro.
- En Espagne, par le représentant de l'intéressé, auquel cas cette représentation devra être accréditée par un mandat général ou particulier, ainsi que la nécessité de l'assignation du numéro.
- Dans les représentations consulaires ou diplomatiques espagnoles situées dans le pays de résidence du demandeur, auquel cas devra aussi être accréditée la nécessité de l'assignation de ce numéro.

Les étrangers ayant un NIE pourront s'inscrire dans le registre municipal des habitants (padrón municipal de habitantes).
Pour faire la demande, il faut présenter les documents suivants:
- Formulaire original, appelé EX 15, complété et signé, ainsi qu'une photocopie (l'original est rendu au demandeur)
- Passeport, ainsi qu'une photocopie
- Une adresse en Espagne
- Un motif écrit justifiant la nécessité du NIE (émis par un comptable, un notaire, un gérant de banque, un agent d'assurances, un futur employeur, etc.)[3].